# Piolho-do-lúpulo
O piolho-do-lúpulo (Phorodon humuli), também conhecido pelos nomes de pulgão-do-lúpulo, afídio-do-lúpulo ou afídeo-do-lúpulo, é um afídio com reprodução holocíclica, usando como hospedeiro primário, durante o inverno, plantas do género Prunus (ameixeiras), onde põe os ovos, colonizando plantas de lúpulo durante o Verão. Constituem a praga que mais afecta a produção de lúpulo. As formas adultas, ápteras, têm corpo com coloração do verde claro até ao verde amarelado, com listas longitudinais de cor verde escura na superfície superior do abdómen. Os sifúnculos são pálidos, mais grossos na base e curvos nas extremidades. Caracteriza-se por ter um par de projecções cefálicas pontiagudas na base das antenas. A forma alada tem essas projecções menos desenvolvidas, além de apresentarem uma cauda de forma mais nitidamente triangular e pontiaguda.
Depois de os ovos eclodirem, entre Fevereiro e Abril, seguem duas gerações ápteras, aparecendo as formas aladas em meados de Maio, que migram para o lúpulo, durante todo o Verão, ainda que se verifique um certo declínio migratório nos inícios de Agosto (hemisfério Norte). As formas aladas sexúparas só aparecem no Outono.
Para controlar os efeitos indesejáveis sobre as plantas do lúpulo, como a perda de vigor ou mesmo desfoliação, além da transmissão de alguns vírus, é necessário aplicar pesticidas pouco antes da altura em que os afídios começam a sua migração.